# Boris Gelfand
Boris Abramovich Gelfand (nascido em 24 de Junho de 1968) é um Grande Mestre de Xadrez. Nascido em Minsk, Bielorrússia, vive atualmente em Israel. 

## Campeonato mundial de 2012
Gelfand foi o vencedor do Torneio de Candidatos de 2011, classificando-se então para a disputa do título mundial, que teve lugar em Maio de 2012, contra o então campeão mundial de xadrez, o indiano Viswanathan Anand.
Depois de empatar nas doze partidas regulares do match (6-6), Gelfand foi superado na série de desempate, que estipulava quatro partidas de xadrez rápido. O campeão Anand venceu uma partida e houve empate nas demais (2,5-1,5).
Seu rating mais alto é de janeiro de 2012, tendo alcançado 2761 pontos. 